# Syscenus infelix
Syscenus infelix es una especie de crustáceo isópodo marino de la familia Aegidae.

## Distribución geográfica
Es casi cosmopolita: Atlántico, Mediterráneo y océano Pacífico. Los adultos son parásitos externos de peces. 